# Amori proibiti
Amori proibiti è un film statunitense del 1963 diretto da Robert Stevens.
Distribuito dalla Metro-Goldwyn-Mayer in Metrocolor e Panavision, venne tratto dal romanzo In the Cool of the Day  di Susan Ertz.

## Trama
Murray Logan è infelicemente sposato con Sybil. I due sono legati da un incidente di cui Murray è stato il responsabile, che causò la morte del figlio e lasciò alcune cicatrici sul volto di Sybil. Durante una vacanza in Grecia, Murray si innamora di Christine, la giovane moglie del suo amico Sam.

## Produzione
Il romanzo di Susan Ertz venne pubblicato nel 1960. La MGM acquistò i diritti cinematografici e assegnò a John Houseman la produzione. Houseman era appena tornato in studio dopo sei anni di assenza. Meade Roberts, che aveva scritto un adattamento televisivo di Le ali della colomba per Houseman, stava lavorando alla sceneggiatura del film nel gennaio 
1961. A luglio venne annunciato che Robert Stevens avrebbe diretto il film. Stevens aveva lavorato con Houseman diverse volte in televisione.
Nel febbraio 1962 Houseman disse che il film era in fase di pianificazione e descrisse il progetto come "essenzialmente si tratta di un dramma romantico che affronta problemi coniugali, le cui ambientazioni sono New York, Connecticut, Londra e Grecia."
Peter Finch, che aveva appena girato Il delitto della signora Allerson con Stevens, è stato il primo membro del cast ad essere annunciato. Nel maggio 1962 la MGM assunse Jane Fonda, che aveva appena recitato in Rodaggio matrimoniale per lo studio, come protagonista.
Le riprese si tennero nell'agosto 1962 a Londra, in Grecia, nei MGM-British Studios, Borehamwood, Herts.

## Critica
(Leo Pestelli)
Figuriamoci noi.»
(Aggeo Savioli)